# Lijst van voetbalinterlands Azerbeidzjan - Verenigde Arabische Emiraten (vrouwen)
Deze lijst van voetbalinterlands is een overzicht van alle officiële voetbalinterlands tussen de nationale vrouwenteams van Azerbeidzjan en de Verenigde Arabische Emiraten. De landen hebben tot nu toe vijf keer tegen elkaar gespeeld.

## Wedstrijden
| № | Plaats     | Datum            | Competitie        | Wedstrijd                                   | Uitslag |
| - | ---------- | ---------------- | ----------------- | ------------------------------------------- | ------- |
| 1 | Yeroskipou | 18 maart 2015    | Vriendschappelijk | Azerbeidzjan − Verenigde Arabische Emiraten | 5 − 1   |
| 2 | Dubai      | 2 maart 2017     | Vriendschappelijk | Verenigde Arabische Emiraten − Azerbeidzjan | 2 − 3   |
| 3 | Dubai      | 5 maart 2017     | Vriendschappelijk | Verenigde Arabische Emiraten − Azerbeidzjan | 0 − 1   |
| 4 | Bakoe      | 20 februari 2022 | Vriendschappelijk | Azerbeidzjan − Verenigde Arabische Emiraten | 4 − 0   |
| 5 | Bakoe      | 23 februari 2022 | Vriendschappelijk | Azerbeidzjan − Verenigde Arabische Emiraten | 2 − 0   |

## Samenvatting
| Competitie        | Totaal gespeeld | Winst Azerbeidzjan | Gelijk | Winst Verenigde Arabische Emiraten | Doelsaldo Azerbeidzjan – Verenigde Arabische Emiraten |
| ----------------- | --------------- | ------------------ | ------ | ---------------------------------- | ----------------------------------------------------- |
| Vriendschappelijk | 5               | 5                  | 0      | 0                                  | 15 − 3                                                |
| Totaal            | 5               | 5                  | 0      | 0                                  | 15 − 3                                                |